# Człowiek, który śpi (film)
Człowiek, który śpi (fr. Un homme qui dort) – francusko-tunezyjski dramat z 1974 roku w reżyserii Bernarda Queysanne'a, na podstawie powieści Georges’a Pereca Człowiek, który śpi i według jego scenariusza.

## Opis fabuły
Obraz przedstawia postawę obojętności 25-letniego paryskiego studenta (w tej roli Jacques Spiesser) wobec otaczającego go świata. Rolę narratora w filmie odgrywa Ludmila Mikaël.

## Nagrody
Film został nagrodzony Prix Jean Vigo w 1974 roku.